# مردان متوسط (فیلم)
مردان متوسط (به انگلیسی: Middle Men) یک فیلم سینمایی درام آمریکایی محصول سال ۲۰۰۹ به کارگردانی و نویسندگی جورج گالو است. در این فیلم بازیگرانی همچون لوک ویلسون، جووانی ریبیسی، گابریل مکت، جیمز کان، جاسیندا بارت، کوین پولاک، لورا رمزی، راده شربه‌جیا، تری کروس، کلسی گرمر ایفای نقش کرده‌اند. 